# Parvulodesmus prolixogonus
Parvulodesmus prolixogonus är en mångfotingart som beskrevs av Shelley 1983. Parvulodesmus prolixogonus ingår i släktet Parvulodesmus och familjen Xystodesmidae. Inga underarter finns listade i Catalogue of Life.